# Ecuación de Swamee-Jain
El factor de fricción o coeficiente de resistencia (f) es un parámetro adimensional que se utiliza en dinámica de fluidos para calcular la pérdida de carga en una tubería debido a la fricción. Está claramente basada en la ecuación de Colebrook-White, pero evita las iteraciones al no definir el coeficiente de fricción de Darcy en función de sí mismo.
Esta ecuación fue desarrollada en 1976, por los investigadores Prabhata K. Swamee y Akalank K. Jain. En ella se tienen en cuenta la rugosidad del material, "k" o "epsilon"; el diámetro interno de la tubería, "D"; y el número de Reynolds del flujo, Re. El cociente k/D se conoce también como "Rugosidad relativa", del material. El cálculo realizado es directo, sin iteraciones, solamente se reemplazan los valores del número de Reynolds y de la Rugosidad relativa y se calcula el coeficiente de fricción. Se puede catalogar como una ecuación explícita para el cálculo del factor de fricción.
```
    

  

    

      

        
f

        
=

        

          

            

              
0

              
,

              
25

            

            

              
[

              

                
log

                

                  
10

                

              

              
⁡

              

                

                  
(

                  

                    

                      

                        

                          
k

                          

                            
/

                          

                          
D

                        

                        

                          
3

                          
,

                          
7

                        

                      

                    

                    
+

                    

                      

                        

                          
5

                          
,

                          
74

                        

                        

                          
R

                          

                            
e

                            

                              
0

                              
,

                              
9

                            

                          

                        

                      

                    

                  

                  
)

                

                

                  
]

                  

                    
2

                  

                

              

            

          

        

      

    

    
{\displaystyle f={\frac {0,25}{[\log _{10}{\left({\frac {k/D}{3,7}}+{\frac {5,74}{Re^{0,9}}}\right)]^{2}}}}}

  

```

Si el número de Reynolds es muy grande, en flujo completamente turbulento, se puede simplificar el segundo fraccionario del paréntesis en el denominador, quedando la expresión:
```
    

  

    

      

        

          
f

        

        
=

        

          

            

              
0

              
,

              
25

            

            

              
[

              

                
log

                

                  
10

                

              

              
⁡

              

                

                  
(

                  

                    

                      

                        
k

                        

                          
/

                        

                        
D

                      

                      

                        
3

                        
,

                        
7

                      

                    

                  

                  
)

                

              

              

                
]

                

                  
2

                

              

            

          

        

      

    

    
{\displaystyle {f}={\frac {0,25}{[\log _{10}{\left({\frac {k/D}{3,7}}\right)}]^{2}}}}

  

```

que sirve para calcular el coeficiente de fricción en flujo completamente turbulento, o "fT", que se emplea para el cálculo del coeficiente de resistencia, "K", de válvulas, codos y tées.
El valor del Reynolds para determinar si ya es flujo completamente turbulento, varía según la rugosidad relativa. Esto se puede ver en el "Diagrama de Moody", como una línea diagonal a trazos, a partir de la cual los "coeficientes de fricción" no cambian a pesar de que siga aumentando el Reynolds. 
Se puede decir, sin temor a exagerar, que el "fT" es el límite del "f" cuando el Reynolds tiende a infinito.